# (19963) 1986 TR
1986 تي أر (ويعرف أيضًا باسم (19963) 1986 تي أر وفق تسمية الكوكب الصغير) (بالإنجليزية: 1986 TR)‏ هو كويكب ضمن حزام الكويكبات؛ وترتيبه 19963 من حيث الاكتشاف.
اكتُشف هذا الجُرم الفلكي بواسطة Poul Jensen (astronomer) ‏ في 4 أكتوبر 1986.

## وصلات خارجية
- (19963) 1986 TR في قاعدة بيانات مختبر الدفع النفاث لأجرام النظام الشمسي الصغيرة

- الاكتشاف · مخطط المدار ·  العناصر المدارية · المعلمات المادية

- (19963) 1986 TR على موقع ويكي سكاي: DSS2, SDSS, GALEX, IRAS, Hydrogen α, X-Ray, Astrophoto, Sky Map, Articles and images